# 体育电视台 (朝鲜)
体育电视台（朝鲜语：／）是朝鲜民主主义人民共和国的电视台，也是朝鲜第五家电视台，2015年8月15日（朝鲜半岛光复70周年纪念日）开播，只在星期六和星期天播出节目。

## 播出时间
| 日期     | 播出时间              |
| -------- | --------------------- |
| 周六、日 | 19:00－22:00（3小时） |

- 平壤时间=UTC+9:00

## 节目内容
尽管此前朝鲜中央电视台也会不定时播放体育赛事，却远不能满足观众的要求。在国家重视和民众喜爱之下，在朝鲜解放70周年纪念日之际，朝鲜体育台开播。
在开播当日节目预告前的介绍中，朝鲜体育台的主持人称，体育台以播放“国内国际比赛资料、民族体育比赛、大众体育新闻和体育常识”为主，该台也会在晚上八点转播朝鲜中央电视台新闻节目《报道》。与此前开播的其他朝鲜电视台相似，体育台在开播时，也是首先依次播放朝鲜国歌、《金日成將軍之歌》和《金正日將軍之歌》，之后是节目预告。

## 标志
朝鲜体育台的台徽为白色，图案为田径跑道形状衬底的的手写体朝鲜文（体育）字样，且只在播送节目时置于右上角。